# 갈리아의 그리스인

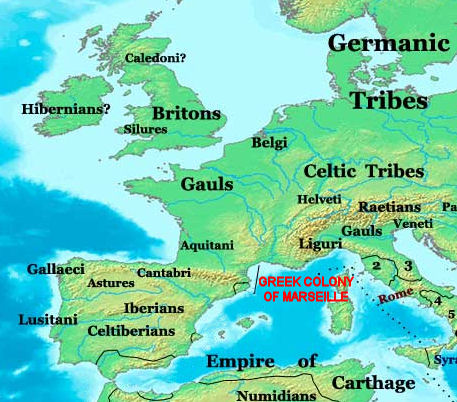
그리스 식민지 갈리아

갈리아의 그리스인은 고대 그리스 시대인 기원전 6세기부터 갈리아(현재의 프랑스)의 켈트족 영토에 정착하여, 무역, 문화 등에 영향을 끼친 사람들을 말한다. 주로 마르세유에 정착하면서 살았다.

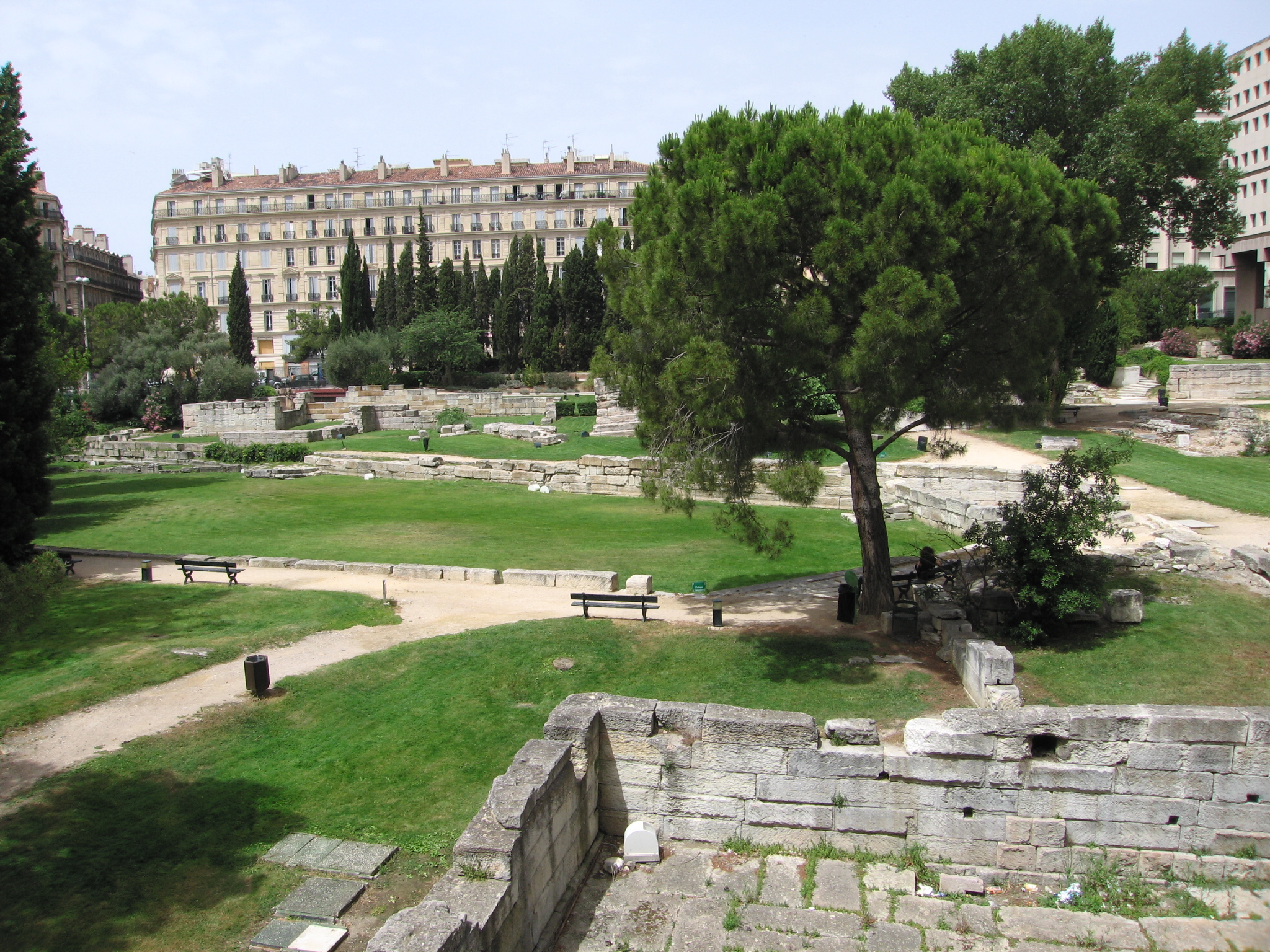
마르세유의 자르댕 데 베스티쥬_{Jardin des Vestiges}에 위치한 그리스 항구 유적

## 마살리아
현대 프랑스의 가장 오래된 도시인 마르세유는 기원전 600년 경에 포카이아인들에 의해 생겨났다. 마살리아(Μασσαλία)라는 이름 하에 교역소로 사용되었다. 최근 "베지에 1기"로 불리는 베지에의 가장 오래된 단계가 마르세유 정착지보다 오래되었다는 것이 밝혀지면서 마르세유는 프랑스에서 두 번째로 오래된 그리스 식민지가 되었다. 하지만 베지에는 그리스 식민지 시기 이후에 몇 세기 동안 일시적으로 버려졌다.
기원전 4세기에 아리스토텔레스에 의해 기록된 탄생설화에는 포카이아인 프로티스Protis(에우제누스Euxenus의 아들)가 어떻게 집티스Gyptis와 결혼했는지 이야기한다. 이렇게 하여 그에게 그가 설립한 도시에 대한 정당성을 확보할 수 있었을 것이다. 그리스 도시들의 윤곽은 여러 도시에서 부분적으로 발견되었다. 포카이아인들은 아르테미스 숭배 사상을 자신들의 다른 식민지에도 전파했다.
이오니아인들이 서부 지중해와 스페인에서 무역을 했기 때문에 더 이른 시기에 접촉이 있었을 것으로 보이지만 해당 시기의 유물이나 증거는 극소수에 불과하다. 기원전 600년, 켈트족과 리구리아인, 마르세유의 그리스인과 그들의 다른 식민지들(아그드, 니스, 앙티브, 모나코 등) 사이에 이루어진 접촉은 명백하게 그들의 발전을 야기했다. 포카이아의 그리스인들은 또한 코르시카의 섬에도 정착지를 세웠다. 포카이아인들은 북부 스페인의 Emporiae와 Rhoda 같은 도시들을 건설했다.
그리스인들이 위상을 드러내기 이전 리옹만에서의 무역은 대부분 에트루리아인들과 카르타고인들에 의해 이루어졌다. 마살리아의 그리스인들은 해당 지역의 갈리아인, 리구리아인과 지속적으로 갈등을 겪어왔으며, 기원전 6세기 말에는 카르타고와 해전을 벌였다.또한 기원전 490년으로 추정되는 때에 로마와 조약을 맺었다.
1960년대 Charles Ebel의 저술에 따르면 "마살리아는 고립된 그리스의 도시가 아니라 4세기 동안 갈리아 남부 해안을 따라 그들 자신의 제국으로 발전되었다". 하지만 최근의 고고학적 증거에 따르면 마살리아 "제국"설은 더 이상 신뢰할 수 있는 이론이 아니다. 마살리아에 거대한 코라Chora(직접적인 영향력 아래에 있는 농업 지구)가 존재하지 않았다는 것이 그 증거로 채택된다. 그러나 이후 제시된 여러 고고학적 증거들은 마살리아가 프랑스, 스페인, 모나코와 코르시카 등지에 12개의 도시 네트워크를 형성했다는 것을 보여준다. 마살리아가 세운 도시들 중 현재까지 존재하는 도시들은 니스, 안티베, 모나코, Le Brusc, 아그드, Aléria이다. 적어도 2개 이상의 도시를 직접 통치한 증거가 있다. 마살리아의 제국은 고대 혹은 19세기의 거대한 제국들과는 같지 않다. 여러 도시로 흩어진 후 바다와 강으로 서로 연결되었다. 델로스 동맹 또한 비슷한 방식을 사용했고, 아테네 제국으로 알려졌다.
마살리아는 결국 문화의 중심지가 되었다. 몇몇 로마의 부모들은 그들의 자식들을 교육을 위해 이곳으로 보내기도 했다. 최근의 견해에 따르면, 마살리아의 영향력을 감안했을 때 로마의 갈리아 트란살피나 원정 이전에 프랑스 남부의 그리스화는 거대한 규모였을 것으로 생각된다. 하지만 더 최근의 연구에서는 그리스화에 대한 견해가 환상에 불과한 것이라는 주장이 제기된다. 마살리아의 힘과 문화적 영향력은 도시들에 대한 제한적인 통제, 토착 사회의 독특한 문화 등이 입증되면서 의구심을 불러왔다. 현지의 갈리아인들은 그리스 문화를 따르거나 모방하지 않았다. 하지만 사람들은 아주 제한적인 양의 그리스 물건들(주로 마실 것을 담을 도기)을 선택적으로 소비했다. 그들은 그것들을 자신들 문화에 통합시켰다.

## 갈리아의 그리스 무역
프랑스 남부 해안에 자리 잡은 그리스인들은 해당 지역의 원주민인 켈트족과 가깝게 지냈다. 기원전 6세기 후반과 기원전 5세기 동안 그리스의 가공품들은 론강과 손강 계곡, 이제르를 따라 북쪽으로 전해졌다. 마살리아의 잿빈 단색 도기는 오트잘프주와 롱스르소니에에서 발굴되었다. 3개의 활깃이 달린 청동 화살이 프랑스 북부에서 발견되기도 했다. 또한 마르세유에서는 암포라가 발견되었다. 부르고뉴 북부의 Vix의 유적은 할슈타트 거주지로 잘 알려져 있으며 적은 양이지만 지중해의 물건들을 소비했다.

## 같이 보기
- 피테아스

## 참고 문헌
- Gomez, Élian; Ugolini, Daniela (2020). “Les premiers Grecs en France : le cas de Béziers I/Rhòde”. 《Gaia Revue Interdisciplinaire Sur la Grèce Archaïque》. doi:10.4000/gaia.901. S2CID 225840681.